# Jaoli
Jaoli fou un estat indi trinbutari protegit, una thikana o feu d'Alwar formada per 176 pobles governats per la dinastia Naruka (Dasawat).
El clan local el va fundar Rao Naru, besnét de Raja Udaykaran d'Amber (1367-1389). El seu fill Rao Dasaji va governar com a sobirà a Mozamabad i va fundar el subclan de Dasawat; L'emperador Muhammad Shah de Delhi va concedir a Gaj Singh el títol de Raja Sahib. Gaj va dominar inicialment dos pobles i al final de la seva vida en governava 176. A la seva mort va dividir Jaoli en dues parts iguals pels seus dos fills: Dhiraj Singh que va rebre Jaoli i Kirti Singh, que va rebre Khudiyana (amb 88 pobles). La branca de Kudiyana va seguir en el seu fill Awaj Ramji, mort vers 1770, havent adoptat com a successor a Kunwar Ram Bakshji, un príncep de Jaoli fill de Bahadur Singh que va governar com a Thakur Ram Singh fins que el 1849 va adquirir la successió de Jaoli.
Dhiraj va rebre alguns honors (com portar un elefant) i mansabs de Muhammad Shah de Delhi per compte del qual van governar Maahi Muratib i Dhai Hazaari. Extinta la dinastia el 1849 el maharajà d'Alwar va nomenar al thakur de Kudiyana, germà del darrer raja de Jaoli, com a raja. Durjkan Singh fou primer ministre d'Alwar (1916) i després regent i personatge clau en el nomenament de Kunwar Tej Singh Sahib com a nou maharajà d'Alwar. Va morir el 1951 amb 85 anys i fou el darrer sobirà amb poders.

## Llista de raos
- Rao Naru
- Rao Dasaji de Mozamabad
- Rao Karam Chandji ?-1525 (fill) de Mozamabad
- Rao Singhji
- Rao Jiatsiji
- Rao Chandrabhan, va rebre Uniara en jagir (1638)
- Rao Raikunwarji
- Rao Mukund Dasji
- Thakur Abhai Ram, va rebre Garhi
- Takur Andad Ram, funda el fort de Garhi el 1685
- Rao Bihari Dasji, establí la capital a Sonkh Talcheda prop d'Agra
- Rao Vijay Ramji, va abandonar Sonkh i es va traslladar a la regió d'Alwar
- Raja Gaj Singhji Sahib, establí la capital a Jaoli el 1720
- Raja Dhiraj Singh Sahib (fill)
- Raja Bahadur Singh Sahib (net) ?-1814
- Raja Fateh Singh Sahib (fill) 1814-1849
- Raja (abans thakur) Ram Singhji de Kudiyana 1849
- Raja Jai Singh Sahib (fill) 1848-1855
- Raja Ganga Singhji Sahib (fill) 1855-1868
- Rao Bahadur Raja Durjan Singhji 1868-1951